# Chrysolina
Chrysolina is een geslacht van kevers uit de onderfamilie goudhaantjes (Chrysomelinae) van de familie van de bladkevers (Chrysomelidae).
De wetenschappelijke naam van het geslacht werd in 1860 voorgesteld door Victor Ivanovitsch Motschulsky.

## Soorten
- Chrysolina adzharica Lopatin, 1988
- Chrysolina affinis (Fabricius, 1787)
- Chrysolina americana (Linnaeus, 1758)
- Chrysolina analis (Linnaeus, 1767)
- Chrysolina arctica Medvedev, 1980
- Chrysolina atrovirens Frivaldszky, 1876
- Chrysolina aurichalcea (Mannerheim, 1825)
- Chrysolina aveyronenesis Bechyné, 1950
- Chrysolina baetica (Suffrian, 1851)
- Chrysolina bankii (Fabricius, 1775)
- Chrysolina baronii Daccordi, 1979
- Chrysolina beatricis Daccordi, 1980
- Chrysolina belousovi Lopatin, 2000
- Chrysolina bergeali (Bourdonne, 2004)
- Chrysolina bertiae Daccordi, 1982
- Chrysolina bicolor (Fabricius, 1775)
- Chrysolina bienkowskii Lopatin, 2000
- Chrysolina boreosinica Lopatin, 2004
- Chrysolina borochorensis Lopatin, 2000
- Chrysolina bourdonnei Daccordi & Ruffo, 2005
- Chrysolina brahma Takizawa, 1980
- Chrysolina brunsvicensis (Gravenhorst, 1807)
- Chrysolina burchana Lopatin, 1998
- Chrysolina capricornus Mikhailov, 2000
- Chrysolina carnifex (Fabricius, 1792)
- Chrysolina carpathica (Fuss, 1856)
- Chrysolina cerealis (Linnaeus, 1767)
- Chrysolina chalcites (Germar, 1824)
- Chrysolina cinctipennis Harold, 1874
- Chrysolina claripes Lopatin, 2002
- Chrysolina coerulans (Scriba, 1791)
- Chrysolina colasi Cobos, 1952
- Chrysolina confucii Lopatin, 2007
- Chrysolina copta Daccordi, 1978
- Chrysolina corcyria (Suffrian, 1851)
- Chrysolina costalis (Olivier, 1807)
- Chrysolina cretica (Olivier, 1807)
- Chrysolina cribrosa (Ahrens, 1812)
- Chrysolina cuprina (Duftschmid, 1825)
- Chrysolina curvilinea Weise, 1884
- Chrysolina daccordii (Medvedev & Sprecher-Uebersax, 1999)
- Chrysolina daccordii Lopatin, 2000
- Chrysolina dalailamai Lopatin, 1998
- Chrysolina dalia Chen, 1984
- Chrysolina daosana Lopatin, 2007
- Chrysolina davidiani Lopatin, 2002
- Chrysolina deubeli Ganglbauer, 1897
- Chrysolina dhaulagirica Medvedev, 1990
- Chrysolina didymata (Scriba, 1791)
- Chrysolina diluta (Germar, 1824)
- Chrysolina dogueti Daccordi, 1982
- Chrysolina dolini Lopatin, 1999
- Chrysolina dudkoi Mikhailov, 2000
- Chrysolina elbursica Lopatin, 1981
- Chrysolina eldae Daccordi, 1982
- Chrysolina erzinica Mikhailov, 2002
- Chrysolina eurina Frivaldszky, 1883
- Chrysolina fascinatrix Lopatin, 1998
- Chrysolina fastuosa (Scopoli, 1763)
- Chrysolina femoralis (Olivier, 1790)
- Chrysolina fimbrialis (Küster, 1845)
- Chrysolina fortunata Wollaston, 1864
- Chrysolina fragariae Wollaston, 1854
- Chrysolina fuliginosa (Olivier, 1807)
- Chrysolina gansuica Lopatin, 2006
- Chrysolina geae Lopatin, 2006
- Chrysolina gebleri Medvedev, 1979
- Chrysolina geminata (Paykull, 1799)
- Chrysolina glebi Lopatin, 1988
- Chrysolina globipennis (Suffrian, 1851)
- Chrysolina globosa (Panzer, 1805)
- Chrysolina graminis (Linnaeus, 1758)
- Chrysolina grancanariensis Lindberg, 1953
- Chrysolina grossa (Fabricius, 1792)
- Chrysolina gruevi Lopatin, 2007
- Chrysolina gypsophilae (Küster, 1845)
- Chrysolina haemoptera (Linnaeus, 1758)
- Chrysolina halysa Bechyné, 1950
- Chrysolina hartmanni Medvedev, 1999
- Chrysolina helopioides (Suffrian, 1851)
- Chrysolina herbacea (Duftschmid, 1825)
- Chrysolina hyperboreica Mikhailov, 2002
- Chrysolina hyperici (Forster, 1771)
- Chrysolina hyrcana Weise, 1884
- Chrysolina infernalis Lopatin, 2007
- Chrysolina inflata Weise, 1916
- Chrysolina interstincta (Suffrian, 1851)
- Chrysolina janczyki Daccordi, 1980
- Chrysolina jenisseiensis Breit, 1920
- Chrysolina jiangi Lopatin, 2006
- Chrysolina joliveti Bechyné, 1950
- Chrysolina kabaki Lopatin, 1988
- Chrysolina kaikana Lopatin, 1992
- Chrysolina kataevi Lopatin, 2000
- Chrysolina katonica Lopatin, 1988
- Chrysolina khalyktavica Lopatin, 2005
- Chrysolina koktumensis Lopatin & Kulenova, 1987
- Chrysolina kozlovi Lopatin, 1988
- Chrysolina kuesteri Helliesen, 1912
- Chrysolina kungeyana (Bourdonne, 2004)
- Chrysolina latecincta Demaison, 1896
- Chrysolina lepida (Brullé, 1838)
- Chrysolina lepida (Olivier, 1807)
- Chrysolina levi Ochrimenko, 1990
- Chrysolina lichenis (Richter, 1820)
- Chrysolina limbata (Fabricius, 1775)
- Chrysolina luchti Lopatin, 2000
- Chrysolina lucida (Olivier, 1807)
- Chrysolina lucidicollis (Küster, 1845)
- Chrysolina lutea (Petagna, 1819)
- Chrysolina mactata (Fairmaire, 1859)
- Chrysolina marcasitica (Germar, 1824)
- Chrysolina marginata (Linnaeus, 1758)
- Chrysolina masoni Daccordi, 1982
- Chrysolina mauroi Lopatin, 2005
- Chrysolina medogana Chen & Wang, 1981
- Chrysolina milleri Weise, 1884
- Chrysolina minuscula Daccordi, 1982
- Chrysolina murina Daccordi, 1982
- Chrysolina nagaja (Daccordi, 1982)
- Chrysolina naratica Lopatin, 2000
- Chrysolina neglecta Bienkowski, 1998
- Chrysolina nigrorugosa Lopatin, 2005
- Chrysolina nushana Chen, 1984
- Chrysolina nyalamana Chen & Wang, 1981
- Chrysolina obenbergeri Bechyné, 1950
- Chrysolina obscurella (Suffrian, 1851)
- Chrysolina obsoleta (Brullé, 1838)
- Chrysolina ogloblini Mikhailov, 2000
- Chrysolina oirota Lopatin, 1990
- Chrysolina olivieri Bedel, 1892
- Chrysolina oricalcia (O.F. Müller, 1776)
- Chrysolina orientalis (Olivier, 1807)
- Chrysolina osellai Daccordi & Ruffo, 1979
- Chrysolina osellai Daccordi & Ruffo, 1979
- Chrysolina pala Bienkowski, 1998
- Chrysolina paradoxa Medvedev, 1999
- Chrysolina parvati Daccordi, 1982
- Chrysolina patriciae Daccordi, 1982
- Chrysolina peregrina (Herrich-Schaeffer, 1839)
- Chrysolina petitpierrei Kippenberg, 2004
- Chrysolina petrenkoi Lopatin, 1992
- Chrysolina philotesia Daccordi & Ruffo, 1980
- Chrysolina philotesia Daccordi & Ruffo, 1980
- Chrysolina platypoda Bechyné, 1950
- Chrysolina pliginskii Reitter, 1913
- Chrysolina polita (Linnaeus, 1758)
- Chrysolina pourtoyi Bourdonne, 1996
- Chrysolina purpurascens (Germar, 1822)
- Chrysolina purpureoviridis Lopatin, 2005
- Chrysolina quadrigemina (Suffrian, 1851)
- Chrysolina regeli Lopatin, 2002
- Chrysolina reitteri Weise, 1884
- Chrysolina relucens (Rosenhauer, 1847)
- Chrysolina rhodia Bechyné, 1950
- Chrysolina rossia (Illiger, 1802)
- Chrysolina rotundata Lopatin, 2002
- Chrysolina rufa (Duftschmid, 1825)
- Chrysolina rufoaenea (Suffrian, 1851)
- Chrysolina sahlbergi (Ménétries, 1832)
- Chrysolina sanguinolenta (Linnaeus, 1758)
- Chrysolina schatzmayri Müller, 1916
- Chrysolina schneideri Weise, 1882
- Chrysolina scotti Daccordi, 2001
- Chrysolina seenoi Daccordi, 1982
- Chrysolina septentrionalis (Ménétries, 1851)
- Chrysolina shapaensis Medvedev, 1987
- Chrysolina sichuanica Lopatin, 2002
- Chrysolina silvanae Daccordi, 1978
- Chrysolina songpana Lopatin, 2007
- Chrysolina stachydis (Genè, 1839)
- Chrysolina staphylaea (Linnaeus, 1758)
- Chrysolina sturmi Westhoff, 1882
- Chrysolina substrangulata Bourdonne, 1986
- Chrysolina suffriani (Fairmaire, 1859)
- Chrysolina sundukovi Mikhailov, 2006
- Chrysolina susterai Bechyné, 1950
- Chrysolina tagana (Suffrian, 1851)
- Chrysolina tangalaensis Kimoto, 2001
- Chrysolina tani Lopatin, 1998
- Chrysolina tastavica Lopatin, 1992
- Chrysolina taygetana Bechyné, 1952
- Chrysolina tekessica Lopatin, 2000
- Chrysolina terskeica Romantsov, 2005
- Chrysolina timarchoides Brisout, 1882
- Chrysolina turca Fairmaire, 1865
- Chrysolina ulugkhemica Mikhailov, 2002
- Chrysolina umbratilis Weise, 1887
- Chrysolina uraltuvensis Mikhailov, 2000
- Chrysolina valichanovi Lopatin, 1990
- Chrysolina varians (Schaller, 1783)
- Chrysolina variolosa (Petagna, 1819)
- Chrysolina verestschaginae Lopatin, 1992
- Chrysolina vernalis (Brullé, 1832)
- Chrysolina vignai Daccordi, 1978
- Chrysolina viridana (Küster, 1844)
- Chrysolina viridiopaca Lopatin, 2004
- Chrysolina wangi Lopatin, 2005
- Chrysolina warchalowskii Lopatin, 2005
- Chrysolina weisei Frivaldszky, 1883
- Chrysolina wollastoni Bechyné, 1957
- Chrysolina yupeiyuae Lopatin, 1998
- Chrysolina zamotajlovi Medvedev & Ochrimenko, 1991
- Chrysolina zangana Chen & Wang, 1981
- Chrysolina zhongdiana Chen, 1984